# パイプベンダー

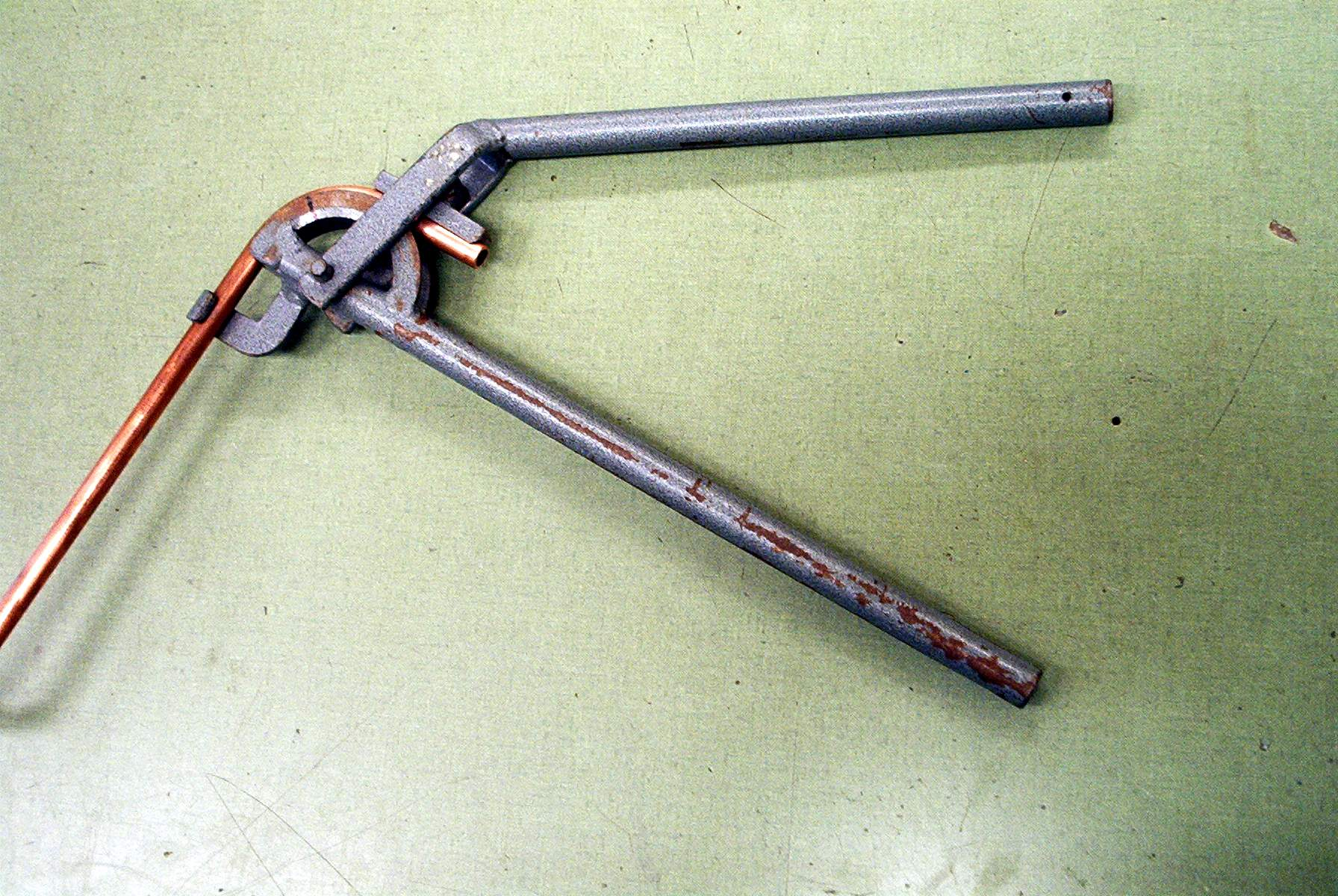
手動式パイプベンダー

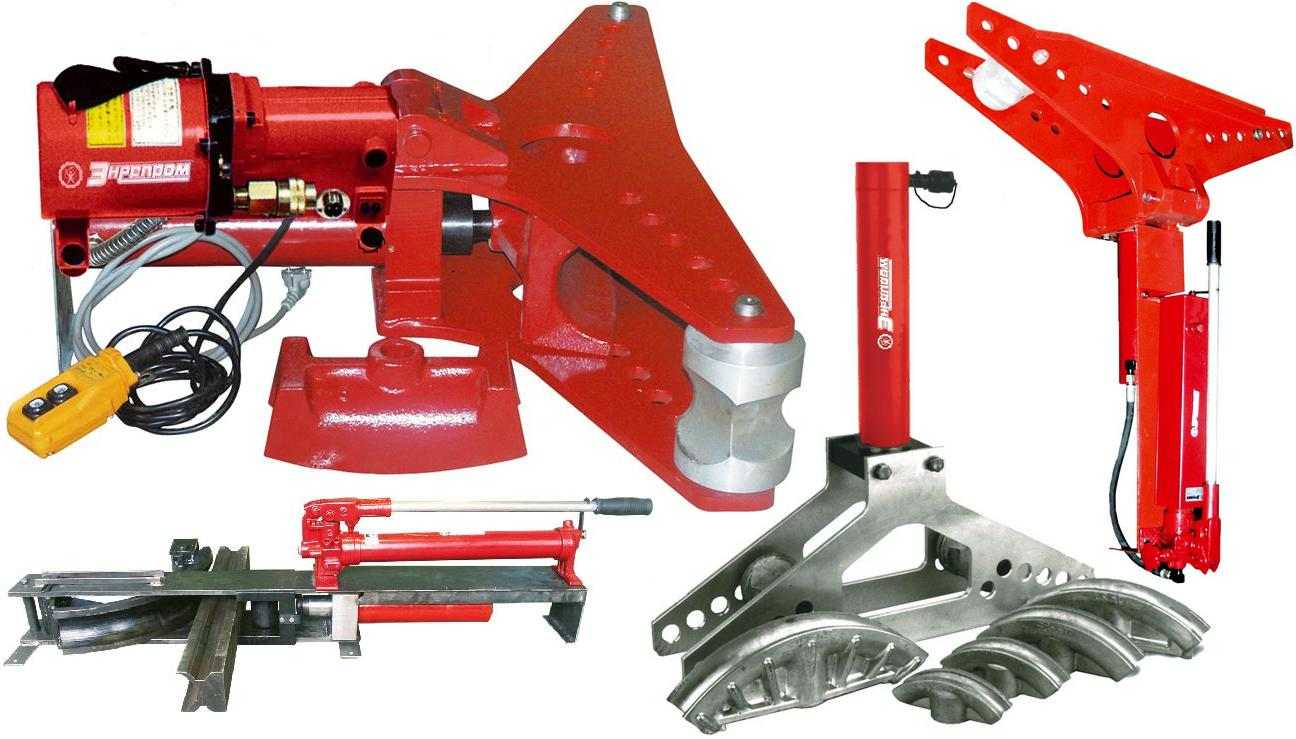
油圧タイプのパイプベンダー

パイプベンダー(Pipe Bending Machine)は、対象材を管（パイプ）専用とし、常温で扁平することなく曲げる為の工具又は機械。パイプベンダーの目的は、パイプを扁平することなく滑らかな曲がり角形状を得ることである。
力源により手動・電動・油圧（手動・電動）式がある。また、チューブベンダー(Tube bender)とも呼ばれる。日本名で言われる事は少ないが「管曲げ機」である。作業現場では、単に「ベンダー」とも言う。
他に類似工具・機械として、鋼材を対象材とした曲げ機、メタルベンダー(Bending Machine, Metal Bender)がある。

## スプリングタイプベンダー
外径用スプリングベンダーは、軟銅・アルミニウムと他の柔らかい金属管を曲げるのに1/4”, 5/16”, 3/8”, 7/16”, 1/2”, 5/8”のサイズがある。使い方は、最初にちょうど曲げたい管の外径寸法の上にすべり落ちるサイズのスプリングベンダーを選ぶ。そして、曲がり角の中央になる様に管の上にベンダーをすべり込ませる。両手でベンダーをつかんで、曲がり角を作る。ベンダーの管を拘束する作用により管が曲がり角で崩れるのを防ぎ、滑らかなカーブを製造する。その後、ベンダーを取り除くために鈴状の端部をつかんでベンダーを管から引き抜く。
内径用スプリングタイプベンダーは、3/8”, 1/2”, 5/8”がある。管の両端がフレアーされているとき、このタイプが使われる。外径用スプリングタイプは使用できない。内径用スプリングベンダーで、管を曲げるために、適当なサイズのベンダーを選んで、管の中にそれをすべり込ませる。その長さのセンターが提示された曲がり角の中心になるように、それを挿入する。両手で管をつかんで曲がり角を作る。ベンダーが管端から突き出ているなら、それを引き抜いて取り除く。そうでない場合、魚用ワイヤーや他の単純な手段で取り除く。

## 手動パイプベンダー
レバータイプのハンドパイプ（チューブ）ベンダーは、ハンドル・半円ブロック・クリップ・スライドバーの4部品で構成されている。半円ブロックは、0度から180度の曲がり角の範囲でマークされている。チューブをツールに挿入し、そしてマークを一列に並べた後に、スライドバーの印が半円ブロックで曲がり角度の望ましい位置に達するまで、スライドバーをまわりに動かす。この種のベンダーは、3/16”, 1/4”, 5/16”, 3/8”, 1/2”のサイズがある。大きい寸法の管用に、類似した回転軸タイプのベンダーが使われる。唯一の違いは、これらのより大きなベンダーは、より大きな力をかける為に、操作力拡大のためのギアを入れられるということである。それらは、ラチェット式ベンダー、ギアタイプベンダーと呼ばれている。

## 用途
パイプベンダーは空調機器の配管、電線管や自動車のマフラー・ブレーキパイプ等の各種配管の曲げ加工、家具のテーブルの足や椅子など様々な分野でのパイプの曲げ加工に使用される。

## 主なメーカ
手動式銅管用パイプベンダーのメーカでは、海外でインペリアル(IMPERIAL)が、国内ではスーパーツールが良く知られている。他に、アサダ（ローテンベルガー製）・RIDGID等がある。油圧式では、泉精器製作所製が電動ベンダーではイタリアのエルコリーナ(ERCOLINA)が知られる。